# 川沙站

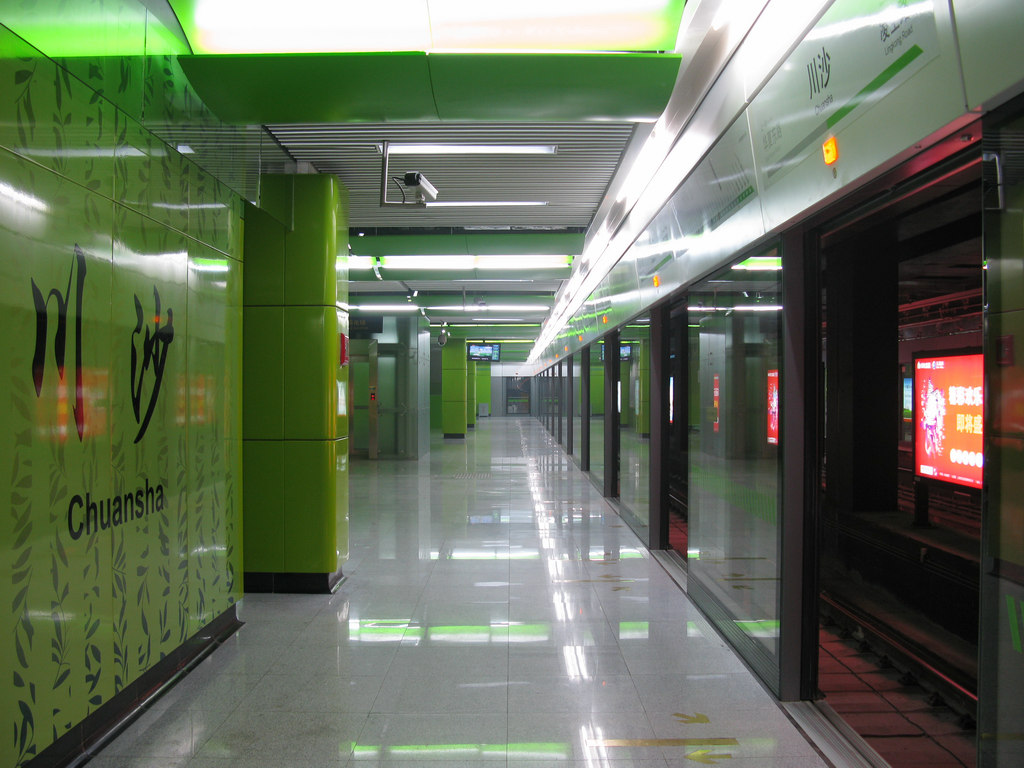
2010年安装月台幕門前的車站站台

川沙站位于中华人民共和国上海市浦东新区川沙镇川环南路与川沙路交叉口西侧，是上海地铁2号线的地铁车站。于2010年4月8日启用。

## 车站结构

### 车站楼层
| 地面层   | 出入口             | 1-3出入口                            |                    |                    |
| 地下一层 | 站厅               | 票务服务、自动售票机、人工服务台     |                    |                    |
| 地下二层 | 侧式站台，右侧开门 | 侧式站台，右侧开门                   | 侧式站台，右侧开门 | 侧式站台，右侧开门 |
|          | ①站台              | █ 2号线 往国家会展中心（华夏东路）   |                    |                    |
|          | ②站台              | █ 2号线 往浦东1号2号航站楼（凌空路） |                    |                    |
|          | 侧式站台，右侧开门 |                                      |                    |                    |

### 出口
|           |                  |  |  |
| 出口编号  | 建议前往目的地   |  |  |
| 1号口     | 川沙路、川环南路 |  |  |
| 2号口     | 川环南路         |  |  |
| 3号口     | 川环南路、华戴路 |  |  |
| 註： 設有 |                  |  |  |

## 公交换乘
182、188、615、628、632、991、1054、1056、沪川线、申川专线、徐川专线、川沙1路、川沙2路、川沙3路、川沙4路、浦东3路、浦东13路、浦东17路、浦东21路、浦东24路、浦东28路、浦东32路、浦东41路、浦东50路、浦东55路、浦东63路、浦东65路、浦东68路、浦东108路、浦东118路